# Château de Beuzeval
Le château de Beuzeval est un édifice situé sur les communes de Houlgate et Gonneville-sur-Mer, en France.

## Localisation
Le monument est situé dans le département français du Calvados, sur deux communes, Houlgate et Gonneville-sur-Mer.
Beuzeval désigne une ancienne paroisse dont traite Arcisse de Caumont en 1862; un manoir seigneurial du XVIIe siècle et une chapelle pré-existaient à cet endroit.

## Historique
L'architecte retenu par le commanditaire Jules Lecesne, armateur du Havre (futur député en 1869), est Martial Pelfresne, de Caen.

## Architecture
L'architecte a pris le parti du style éclectique, typique des années 1865.

## Protection
Les façades et la toiture sont inscrites au titre des monuments historiques depuis 21 juin 2004.